# Maulik Pancholy
Maulik Pancholy, född 18 januari 1974 i Ohio, är en amerikansk skådespelare.
Pancholy har bland annat medverkat i TV-serierna 30 Rock (2006-2013), Phineas och Ferb (2008-2015) och Only Murders in the Building (2021-2022) . Han har även medverkat i filmen Pup Star från 2016.

## Filmografi (i urval)
- 2006-2013: 30 Rock
- 2008-2015: Phineas och Ferb
- 2016: Pup Star
- 2021-2022: Only Murders in the Building